# ماتئو زانتیپه
ماتئو زانتیپه (انگلیسی: Matthéo Xantippe؛ زادهٔ تاریخ ورودی نامعتبر است) بازیکن فوتبال است.
وی همچنین در تیم ملی فوتبال زیر ۱۸ سال فرانسه بازی کرده‌است.